# Broadcast Music, Inc.

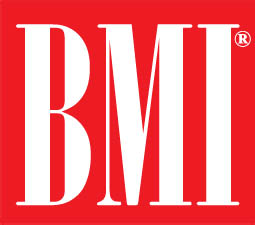
Logo Broadcast Music, Inc. (BMI).

Broadcast Music, Inc. (BMI) – jedna z trzech organizacji zbiorowego zarządzania prawami autorskimi lub prawami pokrewnymi non-profit na rynku utworów muzycznych, działającą na terenie Stanów Zjednoczonych po ASCAP i SESAC.